# Herb diecezji toruńskiej

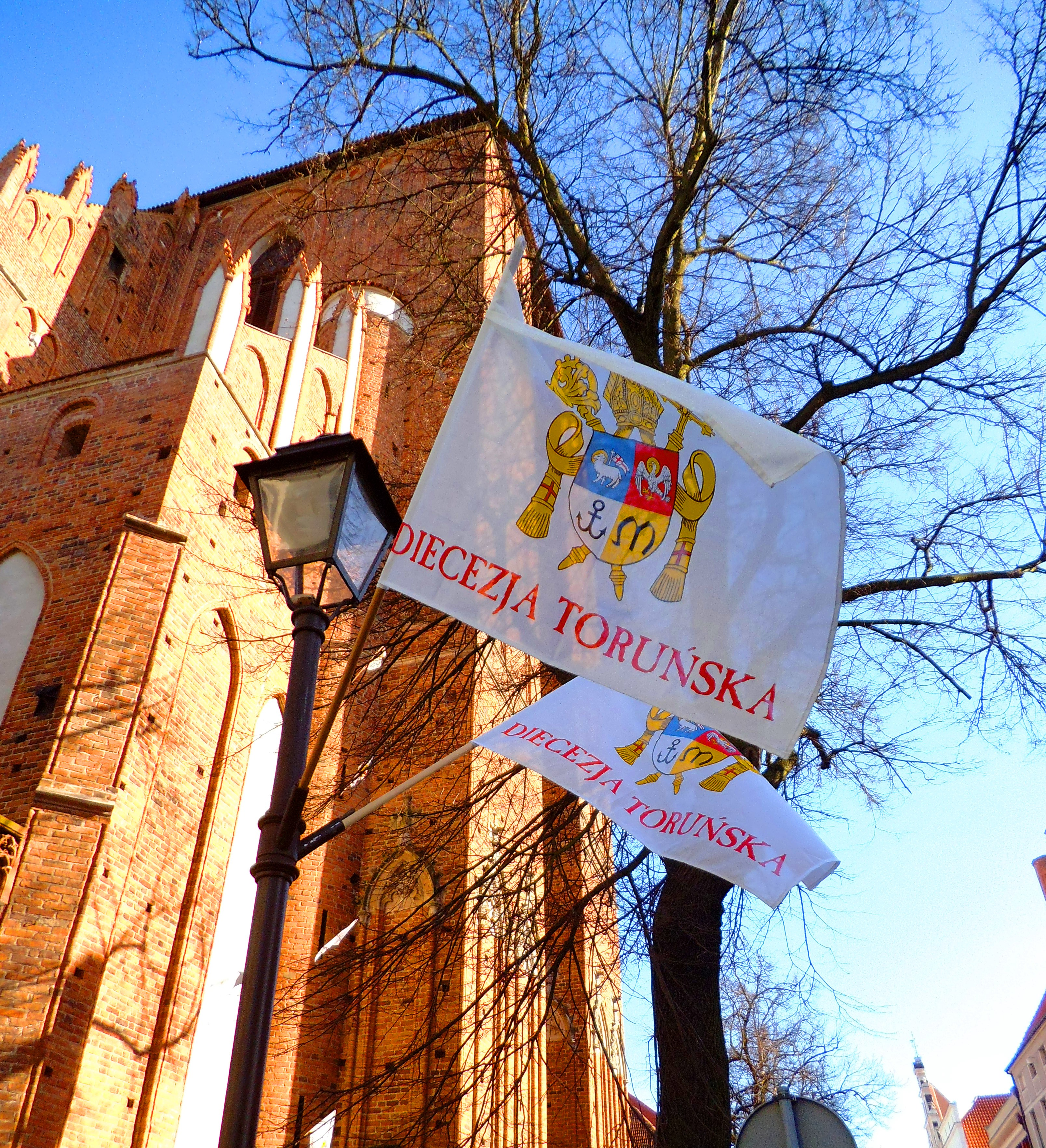
Flaga z herbem diecezji toruńskiej

Herb diecezji toruńskiej – symbol heraldyczny diecezji toruńskiej, zatwierdzony przez biskupa toruńskiego Andrzeja Suskiego dekretem z 30 stycznia 2002 roku.

## Charakterystyka
Przedstawia na tarczy czwórdzielnej, w polu pierwszym, błękitnym, Baranka Bożego – srebrnego z nimbem, podtrzymującego srebrną chorągiewkę z czerwonym krzyżem na złotym drzewcu.
W polu drugim, czerwonym, ma orła srebrnego wzlatującego, ze złotym dziobem, szponami i nimbem. W polu trzecim, srebrnym, umieszczona jest kotwica czarna. W polu czwartym, złotym, widnieje majuskułą "M" czarna.
Pola górne – symbolizują patronów katedry toruńskiej – baranek św. Jana Chrzciciela, orzeł – św. Jana Ewangelistę. Kotwica pochodzi z herbu pierwszego biskupa toruńskiego – Andrzeja Suskiego. Litera M nawiązuje do patronki diecezji: Matki Bożej Nieustającej Pomocy.
Herb diecezji znajduje się też na białej fladze diecezjalnej.